# 이상무 (로봇공학자)
이상무(1964~, 서울 출생)는 대한민국 로봇인이다. 
로봇 R&D 기획과 관리 전문가이다. 정부 R&D의 기획과 관리를 전문가에게 맡기는 PD제도가 만들어진 2009년부터 임기 2년의 로봇 PD를 연임한 바 있다.

## 학력
1987년 서울대 제어계측공학과 졸업

1989년 서울대 대학원 제어계측공학과(로봇공학 석사)

1999년 서울대 대학원 제어계측공학과(로봇공학 박사)

## 경력
1987년 대우중공업 전자기술부 주임연구원

1995년 고등기술연구원 생산기술연구실 책임연구원

2001년 ㈜아이엠티 기술연구소 이사

2005년 한국생산기술연구원 로봇기술연구부 수석연구원

2009년 한국산업기술평가관리원 로봇PD실 로봇PD(초대)

2011년 한국산업기술평가관리원 로봇PD실 로봇PD(2대)

2013년 한국생산기술연구원 실용로봇연구그룹 수석연구원

## 같이 보기
- 지능형 로봇
- 로봇산업
- 로봇인
- 로봇공학자